# Satadra
Satadra är ett släkte av fjärilar. Satadra ingår i familjen juvelvingar.
Kladogram enligt Catalogue of Life:
| Satadra | \| \| Satadra atrax \| \| \| \| \| \| Satadra hewitsoni \| \| \| \| |
|         | \| \| Satadra atrax \| \| \| \| \| \| Satadra hewitsoni \| \| \| \| |
|         | Satadra atrax                                                       |
|         |                                                                     |
|         | Satadra hewitsoni                                                   |
|         |                                                                     |